# 8-я Красноармейская улица (Санкт-Петербург)
8-я Красноарме́йская улица — улица в Адмиралтейском районе Санкт-Петербурга. Проходит от Измайловского до Лермонтовского проспекта.

## История названия
С середины XVIII века известно название улицы как 8-я Рота. Параллельно существовали названия 8-я Измайловская улица, 8-я Рота Измайловского полка.
Современное название 8-я Красноармейская улица присвоено 6 октября 1923 года в честь Красной Армии с целью утверждения советской терминологии и в противовес прежнему названию.

## История
Улица возникла в середине XVIII века, как улица для расположения 8-й роты Измайловского лейб-гвардии полка.

«…велено на полки Гвардии, вместо казарм, построить слободы… со всяким поспешением в нынешнем 1740 году… Измайловскому назначили… строить за Фонтанкою, позади обывательских домов, зачав строить от самой проспективой, которая лежит Сарскому Селу (теперь Московский проспект) на правую сторону вниз по оной речке»— «О строении слобод для Измайловского полка», Указ императрицы Анны Иоановны от 2 мая 1740 года

## Известные жители
Санкт-Петербург, 8-я рота Измайловского полка, дом 6, квартира 1 — адрес, с которого отправлял свои письма императорской семье Василий Босоногий (настоящее имя — Василий Филиппович Ткаченко). Василий — наиболее известный российский странник конца XIX — начала XX века. Известность получил благотворительной деятельностью, борьбой против пьянства и сквернословия, а также созданием храма в родном селе, деньги на который собирал в ходе путешествий по Российской империи. Был представлен императорской семье, по вопросам строительства храма находился в многолетней переписке с представителями правящей династии. Экзотический образ жизни и необычная внешность привлекли к нему внимание творческой интеллигенции.

## Достопримечательности

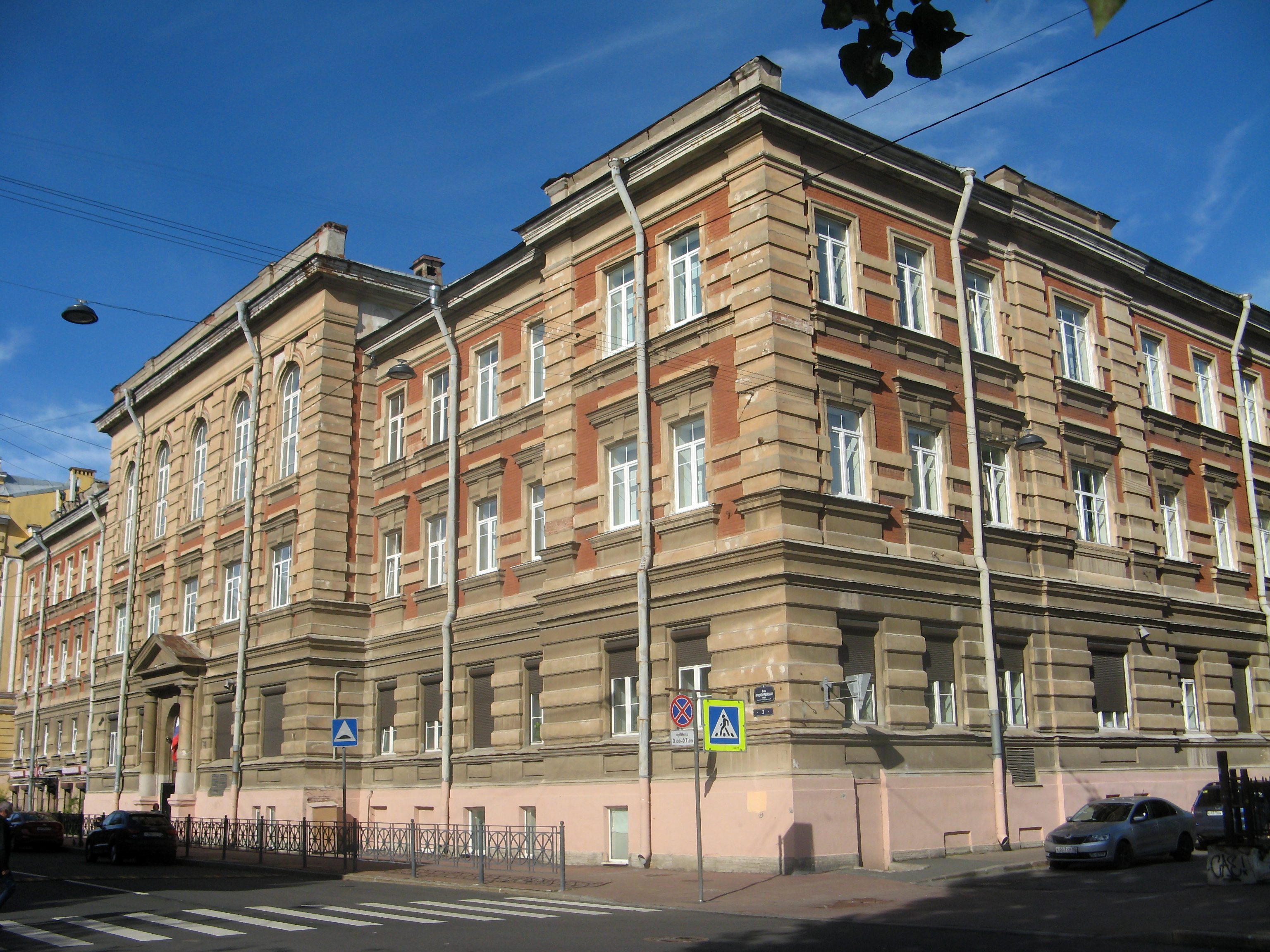
Здание Второго городского реального училища, д. № 3

- Д. № 3 (Якобштадтский переулок) — здание Второго городского реального училища, построено в 1898—1900 годы по проекту арх. А. Н. Иосса, непосредственно работами руководил архитектор А. В. Малов[3].  7831083000
- Д. № 5, 5Б — доходный дом М. И. Дернова (с флигелем), 1905 г., техн. П. М. Мульханов[3].  7831084000